# Neuchâtel Xamax Football Club Serrières 2021-2022
Questa voce raccoglie le informazioni riguardanti il Neuchâtel Xamax Football Club Serrières nelle competizioni ufficiali della stagione 2021-2022.

## Stagione
Nella stagione 2021-2022 lo Xamax Neuchatel, allenato da Andrea Binotto, concluse il campionato di Challenge League al 6º posto. In Coppa Svizzera lo Xamax Neuchatel fu eliminato al secondo turno dal Lugano.

## Rosa
| N. |                         | Ruolo | Calciatore        |
| -- | ----------------------- | ----- | ----------------- |
| 1  | Francia (bandiera)      | P     | Théo Guivarch     |
| 3  | Francia (bandiera)      | D     | Mathieu Gonçalves |
| 4  | Svizzera (bandiera)     | D     | Liridon Berisha   |
| 5  | Svizzera (bandiera)     | D     | Igor Đurić        |
| 6  | Svizzera (bandiera)     | C     | Fabio Saiz        |
| 7  | Svizzera (bandiera)     | C     | Alan Rodriguez    |
| 8  | Svizzera (bandiera)     | C     | Alexandre Pasche  |
| 11 | Svizzera (bandiera)     | A     | Henri Koide       |
| 11 | Francia (bandiera)      | A     | Yanis Lahiouel    |
| 12 | Svizzera (bandiera)     | C     | Max Veloso        |
| 14 | Svizzera (bandiera)     | A     | Raphaël Nuzzolo   |
| 15 | Svizzera (bandiera)     | D     | Yoan Epitaux      |
| 16 | Svizzera (bandiera)     | C     | Nicky Beloko      |
| 17 | Sierra Leone (bandiera) | D     | Umaru Bangura     |
| 19 | Svizzera (bandiera)     | C     | Samuel Kasongo    |

| N. |                       | Ruolo | Calciatore       |
| -- | --------------------- | ----- | ---------------- |
| 19 | Svizzera (bandiera)   | A     | Dilovan Oksüz    |
| 21 | Svizzera (bandiera)   | C     | Mats Hammerich   |
| 22 | Svizzera (bandiera)   | A     | Franck Surdez    |
| 23 | Svizzera (bandiera)   | D     | Mike Gomes       |
| 24 | Svizzera (bandiera)   | C     | Nikolai Maurer   |
| 25 | Francia (bandiera)    | A     | Ayoub Ouhafsa    |
| 28 | Svizzera (bandiera)   | C     | Karim Gazzetta   |
| 29 | Svizzera (bandiera)   | D     | Adam Ouattara    |
| 30 | Svizzera (bandiera)   | P     | Laurent Walthert |
| 32 | Svizzera (bandiera)   | P     | Benjamin Roth    |
| 34 | Svizzera (bandiera)   | C     | Burak Alili      |
| 42 | Capo Verde (bandiera) | D     | Dylan Tavares    |
|    | Svizzera (bandiera)   | C     | Yannick Marchand |
|    | Svizzera (bandiera)   | A     | Angé Dakouri     |

## Organigramma societario
Area tecnica
- Allenatore: Andrea Binotto
- Allenatore in seconda: Alexandre Badibanga
- Preparatore dei portieri: Thierry Baur
- Preparatori atletici:

## Calciomercato

### Sessione estiva
| Acquisti | Acquisti             | Acquisti                 | Acquisti |
| R.       | Nome                 | da                       | Modalità |
| -------- | -------------------- | ------------------------ | -------- |
| C        | Samuel Kasongo       | Tolosa (CFA)             |          |
| D        | Dylan Tavares        | Stade Lausanne-Ouchy     |          |
| D        | Mathieu Gonçalves    | Le Mans                  |          |
| P        | Théo Guivarch        | Rodez                    |          |
| D        | Liridon Berisha      | Kriens                   |          |
| C        | Karim Gazzetta       | Stade Lausanne-Ouchy     |          |
| C        | Maren Haile-Selassie | Wil                      |          |
| C        | Mats Hammerich       | Aarau                    |          |
| A        | Yanis Lahiouel       | Stade Lausanne-Ouchy     |          |
| C        | Nikolai Maurer       | Team Xamax-BEJUNE FA U18 |          |
| A        | Ayoub Ouhafsa        | Rodez                    |          |

| Cessioni | Cessioni         | Cessioni       | Cessioni |
| R.       | Nome             | a              | Modalità |
| -------- | ---------------- | -------------- | -------- |
| D        | Michael Kempter  | San Gallo      |          |
| C        | Maxime Dominguez | Miedź Legnica  |          |
| A        | Dylan Dugourd    | Stade Nyonnais |          |
| C        | Thibault Corbaz  | Winterthur     |          |
| C        | André Edgar      | Sion           |          |
| D        | Léo Farine       | Delémont       |          |
| A        | Noah Frick       | Brühl          |          |
| D        | Yves Kaiser      | Soletta        |          |
| A        | Jason Mbock      | Angers 2       |          |
| C        | Parapar          | Compostela     |          |

### Sessione invernale
| Acquisti | Acquisti         | Acquisti | Acquisti |
| R.       | Nome             | da       | Modalità |
| -------- | ---------------- | -------- | -------- |
| A        | Henri Koide      | Zurigo   |          |
| C        | Yannick Marchand | Basilea  |          |

| Cessioni | Cessioni             | Cessioni          | Cessioni |
| R.       | Nome                 | a                 | Modalità |
| -------- | -------------------- | ----------------- | -------- |
| A        | Louis Mafouta        | Metz              |          |
| P        | Ysias Hummel         | La Chaux-de-Fonds |          |
| C        | Endrit Morina        | Bienne            |          |
| A        | Dany Cattin          | La Chaux-de-Fonds |          |
| C        | Maren Haile-Selassie | Lugano            |          |

## Risultati

### Challenge League

#### Prima fase, girone di andata
| Arbitro: | Wolfensberger |

|                                                  |           |                          |
| Mafouta 51’ Nuzzolo 53’ Veloso 69’ Hammerich 71’ | Marcatori | 8’ Aratore 28’ Spadanuda |

| Arbitro: | Huwiler |

|           |           |                                 |
| Đokić 49’ | Marcatori | 27’ Gazzetta 45’ Haile-Selassie |

| Arbitro: | von Mandach |

|                                    |           |  |
| Epitaux 14’, 54’ Gazzetta 56’, 72’ | Marcatori |  |

| Arbitro: | Kanagasingam |

|          |           |             |
| Koné 24’ | Marcatori | 53’ Mafouta |

| Arbitro: | Staubli |

|                                     |           |  |
| Haile-Selassie 18’, 53’ Mafouta 77’ | Marcatori |  |

| Arbitro: | Dudic |

|                     |           |             |
| Ramizi 8’ Buess 17’ | Marcatori | 85’ Mafouta |

| Arbitro: | Wolfensberger |

|                                 |           |            |
| Pos 28’ (aut.) Mafouta 40’, 70’ | Marcatori | 48’ Chader |

| Arbitro: | Gianforte |

|                                   |           |                               |
| Kyeremateng 25’, 65’ Chihadeh 86’ | Marcatori | 4’ Gazzetta 6’ Haile-Selassie |

| Arbitro: | Huwiler |

|                                                   |           |  |
| Ardaiz 3’ Lika 45’ Rodríguez 68’ Đurić 86’ (aut.) | Marcatori |  |

#### Prima fase, girone di ritorno
| Arbitro: | Drmic |

|  |           |                        |
|  | Marcatori | 75’ Rapp 90’ Lüchinger |

| Arbitro: | Gianforte |

|                             |           |              |
| Muntwiler 13’ Lukembila 69’ | Marcatori | 52’ Lahiouel |

| Arbitro: | Piccolo |

|            |           |              |
| Nuzzolo 3’ | Marcatori | 39’ Manzambi |

| Arbitro: | von Mandach |

|  |           |                                |
|  | Marcatori | 51’, 90’ Prtajin 60’ Rodríguez |

| Arbitro: | Kanagasingam |

|  |           |             |
|  | Marcatori | 32’ Mafouta |

| Arbitro: | Huwiler |

|                              |           |          |
| Haile-Selassie 9’ Veloso 11’ | Marcatori | 14’ Koné |

| Losanna 3 dicembre 2021, ore 20:30 CET 16ª giornata | Stade Lausanne-Ouchy | 0 – 0 referto | Xamax Neuchâtel | Stade Olympique de la Pontaise (652 spett.)\| Arbitro: \| von Mandach \| |
| Arbitro:                                            | von Mandach          |               |                 |                                                                          |

| Arbitro: | Schärli |

|           |           |                                              |
| Alili 66’ | Marcatori | 2’ Hasler 45’ Gerndt 59’ Havenaar 69’ Santos |

| Arbitro: | Staubli |

|           |           |  |
| Gashi 24’ | Marcatori |  |

#### Seconda fase, girone di andata
| Arbitro: | Piccolo |

|                     |           |                   |
| Guivarch 77’ (aut.) | Marcatori | 5’ (rig.) Nuzzolo |

| Arbitro: | Wolfensberger |

|                              |           |                  |
| Nuzzolo 56’ (rig.) Koide 88’ | Marcatori | 9’ (rig.) Ardaiz |

| Yverdon-les-Bains 12 febbraio 2022, ore 18:00 CET 21ª giornata | Yverdon | 0 – 0 referto | Xamax Neuchâtel | Stade Municipal Yverdon-les-Bains (1 250 spett.)\| Arbitro: \| Odiet \| |
| Arbitro:                                                       | Odiet   |               |                 |                                                                         |

| Arbitro: | Kanagasingam |

|             |           |          |
| Nuzzolo 40’ | Marcatori | 88’ Okou |

| Arbitro: | Thies |

|                               |           |             |
| Nuzzolo 18’ (rig.) Beloko 26’ | Marcatori | 13’ Sessolo |

| Arbitro: | Gianforte |

|              |           |                     |
| Schwizer 59’ | Marcatori | 7’ Surdez 62’ Gomes |

| Arbitro: | Thies |

|                         |           |                                   |
| Epitaux 77’ Nuzzolo 85’ | Marcatori | 3’, 15’ Giusto 38’ Fehr 90’ Çiçek |

| Arbitro: | Kanagasingam |

|                               |           |  |
| Fazliu 21’ (rig.) Bahloul 90’ | Marcatori |  |

| Neuchâtel 18 marzo 2022, ore 19:30 CET 27ª giornata | Xamax Neuchâtel | 0 – 0 referto | Winterthur | La Maladière (3 038 spett.)\| Arbitro: \| Turkes \| |
| Arbitro:                                            | Turkes          |               |            |                                                     |

#### Seconda fase, girone di ritorno
| Arbitro: | Kanagasingam |

|                        |           |                    |
| Bislimi 47’ Ardaiz 65’ | Marcatori | 73’ (rig.) Nuzzolo |

| Arbitro: | Drmic |

|                                                     |           |            |
| Nuzzolo 11’ (rig.), 23’ (rig.) Koide 20’ Veloso 56’ | Marcatori | 73’ Gerndt |

| Arbitro: | Gianforte |

|  |           |                                                              |
|  | Marcatori | 15’ Surdez 45’, 77’ (rig.) Lahiouel 68’ Nuzzolo 90’ Ouattara |

| Arbitro: | Huwiler |

|                 |           |  |
| Sutter 12’, 26’ | Marcatori |  |

| Arbitro: | Kanagasingam |

|  |           |                                      |
|  | Marcatori | 31’ Balaj 45’ Spadanuda 84’ Rrudhani |

| Arbitro: | Thies |

|          |           |                                          |
| Okou 35’ | Marcatori | 47’ Ouhafsa 71’ Nuzzolo 86’ (rig.) Koide |

| Arbitro: | Schärli |

|           |           |             |
| Koide 21’ | Marcatori | 81’ Hautier |

| Arbitro: | Kanagasingam |

|                                     |           |            |
| Buess 3’ (rig.) Lekaj 24’ Tushi 79’ | Marcatori | 17’ Surdez |

| Arbitro: | Kanagasingam |

|                                                         |           |                      |
| Zali 23’ (aut.) Nuzzolo 38’, 84’ Ouhafsa 64’ Surdez 69’ | Marcatori | 63’ Fazliu 90’ Toure |

### Coppa Svizzera
| Arbitro: | Drmic |

|  |           |                                                                        |
|  | Marcatori | 17’, 31’, 64’ Mafouta 42’ Tavares 80’ (aut.) D'Alto 90’ Haile-Selassie |

| Arbitro: | Horisberger |

|  |           |             |
|  | Marcatori | 89’ Lungoyi |

## Statistiche

### Statistiche di squadra
| Competizione     | Punti | In casa | In casa | In casa | In casa | In casa | In casa | In trasferta | In trasferta | In trasferta | In trasferta | In trasferta | In trasferta | Totale | Totale | Totale | Totale | Totale | Totale | DR |
| Competizione     | Punti | G       | V       | N       | P       | Gf      | Gs      | G            | V            | N            | P            | Gf           | Gs           | G      | V      | N      | P      | Gf     | Gs     | DR |
| ---------------- | ----- | ------- | ------- | ------- | ------- | ------- | ------- | ------------ | ------------ | ------------ | ------------ | ------------ | ------------ | ------ | ------ | ------ | ------ | ------ | ------ | -- |
| Challenge League | 50    | 18      | 9       | 4       | 5       | 35      | 28      | 18           | 5            | 4            | 9            | 21           | 26           | 36     | 14     | 8      | 14     | 56     | 54     | +2 |
| Coppa Svizzera   | -     | 1       | 0       | 0       | 1       | 0       | 1       | 1            | 1            | 0            | 0            | 6            | 0            | 2      | 1      | 0      | 1      | 6      | 1      | +5 |
| Totale           | 50    | 19      | 9       | 4       | 6       | 35      | 29      | 19           | 6            | 4            | 9            | 27           | 26           | 38     | 15     | 8      | 15     | 62     | 55     | +7 |

### Andamento in campionato
| Giornata  | 1 | 2 | 3 | 4 | 5 | 6 | 7 | 8 | 9 | 10 | 11 | 12 | 13 | 14 | 15 | 16 | 17 | 18 | 19 | 20 | 21 | 22 | 23 | 24 | 25 | 26 | 27 | 28 | 29 | 30 | 31 | 32 | 33 | 34 | 35 | 36 |
| --------- | - | - | - | - | - | - | - | - | - | -- | -- | -- | -- | -- | -- | -- | -- | -- | -- | -- | -- | -- | -- | -- | -- | -- | -- | -- | -- | -- | -- | -- | -- | -- | -- | -- |
| Luogo     | C | T | C | T | C | T | C | T | T | C  | T  | C  | C  | T  | C  | T  | C  | T  | T  | C  | T  | C  | C  | T  | C  | T  | C  | T  | C  | T  | T  | C  | T  | C  | T  | C  |
| Risultato | V | V | V | N | V | P | V | P | P | P  | P  | N  | P  | V  | V  | N  | P  | P  | N  | V  | N  | N  | V  | V  | P  | P  | N  | P  | V  | V  | P  | P  | V  | N  | P  | V  |
| Posizione | 2 | 2 | 1 | 1 | 1 | 2 | 1 | 1 | 2 | 3  | 6  | 5  | 8  | 7  | 5  | 5  | 7  | 9  | 9  | 7  | 8  | 8  | 6  | 6  | 6  | 7  | 7  | 7  | 7  | 6  | 6  | 7  | 6  | 6  | 6  | 6  |

Legenda:

Luogo: C = Casa; T = Trasferta. Risultato: V = Vittoria; N = Pareggio; P = Sconfitta.

### Statistiche dei giocatori
| Giocatore         | Challenge League | Challenge League | Challenge League | Challenge League | Coppa Svizzera | Coppa Svizzera | Coppa Svizzera | Coppa Svizzera | Totale   | Totale | Totale      | Totale     |
| Giocatore         | Presenze         | Reti             | Ammonizioni      | Espulsioni       | Presenze       | Reti           | Ammonizioni    | Espulsioni     | Presenze | Reti   | Ammonizioni | Espulsioni |
| ----------------- | ---------------- | ---------------- | ---------------- | ---------------- | -------------- | -------------- | -------------- | -------------- | -------- | ------ | ----------- | ---------- |
| B. Alili          | 9                | 1                | 0                | 0                | 0              | 0              | 0              | 0              | 9        | 1      | 0           | 0          |
| U. Bangura        | 11               | 0                | 1                | 0                | 2              | 0              | 0              | 0              | 13       | 0      | 1           | 0          |
| N. Beloko         | 24               | 1                | 10               | 0                | 1              | 0              | 0              | 0              | 25       | 1      | 10          | 0          |
| L. Berisha        | 34               | 0                | 2                | 0                | 1              | 0              | 0              | 0              | 35       | 0      | 2           | 0          |
| A. Dakouri        | 9                | 0                | 3                | 0                | 0              | 0              | 0              | 0              | 9        | 0      | 3           | 0          |
| Y. Epitaux        | 29               | 3                | 5                | 0                | 0              | 0              | 0              | 0              | 29       | 3      | 5           | 0          |
| K. Gazzetta       | 29               | 4                | 7                | 1                | 1              | 0              | 0              | 0              | 30       | 4      | 7           | 1          |
| M. Gomes          | 28               | 1                | 2                | 0                | 1              | 0              | 0              | 0              | 29       | 1      | 2           | 0          |
| M. Gonçalves      | 15               | 0                | 1                | 0                | 1              | 0              | 0              | 0              | 16       | 0      | 1           | 0          |
| T. Guivarch       | 35               | 0                | 0                | 0                | 1              | 0              | 0              | 0              | 36       | 0      | 0           | 0          |
| M. Haile-Selassie | 17               | 5                | 1                | 0                | 2              | 1              | 0              | 0              | 19       | 6      | 1           | 0          |
| M. Hammerich      | 27               | 1                | 5                | 0                | 2              | 0              | 0              | 0              | 29       | 1      | 5           | 0          |
| Y. Hummel         | 0                | 0                | 0                | 0                | 0              | 0              | 0              | 0              | 0        | 0      | 0           | 0          |
| S. Kasongo        | 7                | 0                | 2                | 0                | 1              | 0              | 0              | 0              | 8        | 0      | 2           | 0          |
| H. Koide          | 13               | 4                | 0                | 0                | 0              | 0              | 0              | 0              | 13       | 4      | 0           | 0          |
| Y. Lahiouel       | 33               | 3                | 4                | 0                | 2              | 0              | 0              | 0              | 35       | 3      | 4           | 0          |
| L. Mafouta        | 18               | 7                | 3                | 0                | 2              | 3              | 0              | 0              | 20       | 10     | 3           | 0          |
| Y. Marchand       | 10               | 0                | 2                | 0                | 0              | 0              | 0              | 0              | 10       | 0      | 2           | 0          |
| N. Maurer         | 10               | 0                | 3                | 0                | 0              | 0              | 0              | 0              | 10       | 0      | 3           | 0          |
| E. Morina         | 0                | 0                | 0                | 0                | 1              | 0              | 0              | 0              | 1        | 0      | 0           | 0          |
| R. Nuzzolo        | 35               | 14               | 2                | 0                | 2              | 0              | 0              | 0              | 37       | 14     | 2           | 0          |
| D. Oksüz          | 1                | 0                | 0                | 0                | 0              | 0              | 0              | 0              | 1        | 0      | 0           | 0          |
| A. Ouattara       | 27               | 1                | 7                | 2                | 1              | 0              | 0              | 0              | 28       | 1      | 7           | 2          |
| A. Ouhafsa        | 13               | 2                | 3                | 0                | 1              | 0              | 0              | 0              | 14       | 2      | 3           | 0          |
| A. Pasche         | 8                | 0                | 2                | 0                | 0              | 0              | 0              | 0              | 8        | 0      | 2           | 0          |
| A. Rodriguez      | 7                | 0                | 1                | 0                | 1              | 0              | 0              | 0              | 8        | 0      | 1           | 0          |
| B. Roth           | 1                | 0                | 0                | 0                | 0              | 0              | 0              | 0              | 1        | 0      | 0           | 0          |
| F. Saiz           | 20               | 0                | 4                | 0                | 1              | 0              | 0              | 0              | 21       | 0      | 4           | 0          |
| F. Surdez         | 24               | 4                | 3                | 0                | 2              | 0              | 0              | 0              | 26       | 4      | 3           | 0          |
| D. Tavares        | 23               | 0                | 2                | 0                | 1              | 1              | 0              | 0              | 24       | 1      | 2           | 0          |
| M. Veloso         | 29               | 3                | 3                | 1                | 1              | 0              | 0              | 0              | 30       | 3      | 3           | 1          |
| L. Walthert       | 1                | 0                | 1                | 0                | 1              | 0              | 0              | 0              | 2        | 0      | 1           | 0          |
| I. Đurić          | 17               | 0                | 4                | 0                | 2              | 0              | 0              | 0              | 19       | 0      | 4           | 0          |